# وداعا حمدي (فلم)
وداعًا حمدي: هو فيلمٌ مصري، بدأ عرضه يوم 6 نوفمبر 2024. حقق الفيلم في السعودية إيرادات بلغت 1.4 مليون ريال (+18.5 مليون جنيه مصري).وحقق في الإمارات إيرادات بلغت 42,993 دولار (+2.1 مليون جنيه مصري).بينما حقق في مصر إيرادات بلغت 1,542,288 جنيه مصري.

## قصة الفيلم
تعمل الصحفية المبتدئة (تماضر) على تقرير صحفي حول وفاة شخص مرموق يُدعى (حمدي)، فتضطر للمكوث بمنزل ابنته والتظاهر بعملها خادمة في سبيل الحصول على كافة المعلومات اللازمة عنه.

## إنتاج الفيلم
الفيلم من إخراج محمود زهران، وهو أول فيلم يخرجه، وتأليف السيد عبد النبي، ومن بطولة: شيرين رضا، وآية سماحة، وبيومي فؤاد، وعلي الطيب، وإنتصار، وإنجي المقدم، وأحمد فهيم. وعلى الرغم من أن دور بيومي فؤاد في الفيلم كان محدوداً ومسانداً، إلا أن الشركة المنتجة وضعته على ملصق الفيلم بغرض ترويج الفيلم في السعودية واستغلالاً لشعبية بيومي الواسعة في الخليج العربي.